# Raúl Primatesta
Raúl Francisco kardinaal Primatesta  (Capilla del Señor, 14 april 1919 – Córdoba, 1 mei 2006) was een Argentijnse rooms-katholieke aartsbisschop en kardinaal.
Hij studeerde filosofie en theologie, werd in 1942 tot priester gewijd waarna hij een tijdlang als leraar werkzaam was. In 1957 werd hij tot titulair bisschop (bisschop zonder bisdom) gewijd en in 1961 kreeg hij het bisdom San Rafael onder zijn hoede. In 1965 volgde zijn benoeming tot aartsbisschop van Córdoba. 
In 1973 werd Primatesta door paus Paulus VI tot kardinaal gecreëerd waarbij hij de Santa Beata Maria Vergine Addolorata a piazza Buenos Aires als titelkerk ontving. In 1998 werd hij door de toenmalige paus Johannes Paulus II van zijn verplichtingen als aartsbisschop ontheven vanwege zijn vergevorderde leeftijd. Deze paus was nog mede door hem gekozen tijdens het conclaaf van oktober 1978. Aan het conclaaf van 2005 deed hij echter niet meer mee omdat hij reeds de tachtig jaar was gepasseerd.
- Library of Congress Control Number: n2014008380
- Istituto Centrale per il Catalogo Unico: LIGV061817
- Virtual International Authority File: 307171636
- WorldCat: E39PBJfxdpjgDHgKtPPJmYqG73